# Попутчик 2
«Попутчик 2» (англ. The Hitcher II: I've Been Waiting) — американский триллер 2003 года, поставленный режиссёром Луи Морно как сиквел одноимённого фильма 1986 года. В главных ролях снялись Си Томас Хауэлл, Кэри Вюрер и Джейк Бьюзи.

## Сюжет
Джим Холси так и не смог забыть кошмарные события, произошедшие много лет назад, в результате которых погибла его подруга. Он сам стал полицейским, но проявлял к преступникам чрезмерную жестокость, нередко убивая их без крайней необходимости. Однажды, он и его новая подруга Мэгги решают отправиться на отдых к давнему другу Джима — капитану Эстериджу. В дороге их настигает ураган.
Джим ведёт себя необъяснимо для Мэгги: не останавливается у разбитого автофургона, увидев на нём кровь. Наконец её терпение заканчивается и, увидев человека с разбитым мотоциклом, она не выдерживает и впускает его. За их короткую поездку незнакомец узнаёт всё о своих спасителях из разговоров и наблюдений. Но Джим выхватывает табельный револьвер и выгоняет его.
Вскоре их останавливает полицейский. Пока коллеги из разных штатов разговаривают на повышенных тонах, из остановившегося грузовика выходит недавний незнакомец и выхватывает длинноствольный револьвер. Дорожный полицейский стреляет, но промахивается и ранит Джима. Попутчик убивает его.
Джим и Мэгги уезжают на машине к Эстериджу. По дороге Джим рассказывает историю пятнадцатилетней давности. Он уверен: это тот же человек. Приехав к Эстериджу, они обнаруживают его и его жену убитыми. Внезапно напавший Попутчик тяжело ранит Джима, а после вступает в перестрелку с другими полицейскими. Мэгги увозит Джима на машине Эстериджа, получив при этом случайную пулю в ногу. Джим умирает, взяв с неё обещание убить маньяка.
Мэгги пытается добраться до людей, но маньяк оглушает её и сажает в заброшенный бак для воды. Чудом выбравшись, девушка находит грузовик попутчика с телом водителя внутри. Добравшись на нём до фактории, она вызывает полицию. Ненадолго отлучившись, она возвращается и находит персонал убитым. Затем она сталкивается с Попутчиком. Ей удаётся отобрать у него револьвер, но тот оказывается незаряженным. Попутчик отрубает себе палец томагавком.
Приезжает вызванная им полиция. Мэгги арестовывают, как и Попутчика, который представился Джеком. Мэгги обвиняют в убийстве Джима и других полицейских, а также случайных людей. Шериф не верит в её виновность, а Попутчик выходит на свободу. Девушку под конвоем везут в тюрьму. По дороге Попутчик снова атакует их, убивая конвой и освобождая Мэгги. Появляется шериф, но он также становится жертвой Попутчика.
Мэгги удаётся угнать небольшой самолёт: она отправляется на поиски убийцы. Тем временем Попутчик совершает новые кровавые злодеяния: убивает водителя бензовоза. Мэгги настигает его и таранит самолётом бензоцистерну. Чудом избежав взрыва, она приходит в себя на дороге. Ей удается остановить Попутчика: она привязывает его между грузовиком и прицепом, дабы рассчитаться за Джима и его подругу, а также за всех его жертв. Попутчик пытается оправдаться, тем временем прибывает полиция. Мэгги снова виновна, а развязанный Попутчик убивает прибывших полицейских.
Девушке удается победить убийцу, выстрелив в бензовоз, рядом с которым стоял маньяк. Мэгги осталась жива. Попутчик уничтожен, жизнь продолжается…

## В ролях
| Актёр           | Роль                |
| --------------- | ------------------- |
| Джейк Бьюзи     | Джек («Попутчик»)   |
| Си Томас Хауэлл | Джим Холси          |
| Кэри Вюрер      | Мэгги               |
| Шон Джонстон    | шериф Кастильо      |
| Дарси Данлоп    | Бонни Эстеридж      |
| Макензи Грей    | лейтенант           |
| Стивен Хэйр     | капитан Эстеридж    |
| Даг МакЛеод     | шериф Уолтерс       |
| Жанна Мортиль   | сержант Киббл       |
| Марти Антони    | водитель грузовика  |
| Дункан Фрэйзер  | водитель «Бьюика»   |
| Остин Мидоуз    | мальчик из «Бьюика» |
| Вэлори Планч    | кассирша            |

## Отзывы
На сайте Reel Film Reviews фильм получил полторы звезды из четырёх возможных. Кинокритик назвал его скорее не сиквелом фильма 1986 года, а ремейком, выполненным в худшем качестве и с меньшим стилем.

## Награды
В 2004 году фильм выдвигался на премию «Сатурн» в номинации Лучшее DVD-издание фильма (англ. Best DVD Release).